# Ostenfeld (Husum)
Pour les articles homonymes, voir Ostenfeld.
Ostenfeld (Husum) (en danois: Østerfjolde) est une municipalité allemande située dans le land du Schleswig-Holstein et dans l'arrondissement de Frise-du-Nord. En 2015, sa population est de 1 562 habitants.